# ドナルドのパイロット
『ドナルドのパイロット』または『ドナルドの落下傘部隊』（ドナルドのらっかがさぶたい、原題：Sky Trooper）は、ウォルト・ディズニー・プロダクション（現：ウォルト・ディズニー・カンパニー）が製作した1942年11月6日公開のアニメーション短編映画作品。

ドナルドダック・シリーズの第41作である。

## あらすじ
空軍の訓練基地でジャガイモの皮むきに明け暮れるドナルドは、「空を飛びたいなあ・・・。」と溜め息を吐いていた。それを聞いていた上官のピートの計らいで、念願の空を飛ぶことになったのだが・・・。

## スタッフ
- 製作：ウォルト・ディズニー
- 脚本：ジャック・ハンナ
- 音楽：フランク・チャーチル
- 監督：ジャック・キング

## キャスト
| キャラクター   | 原語版               | 旧吹き替え版 | 新吹き替え版 |
| -------------- | -------------------- | ------------ | ------------ |
| ドナルドダック | クラレンス・ナッシュ | 関時男       | 山寺宏一     |
| ピート         | ビリー・ブレッチャー | 内田稔       | 大平透       |
| ナレーター     | -                    | 土井美加     | -            |

## 日本での公開

### 収録
- 『ドナルドダック・クロニクル Vol.2 限定保存版』（DVD、ブエナ・ビスタ・ホーム・エンターテイメント、新吹き替え版）
- 『ドナルド・ダック!!　ドナルド・ダックの楽しい生活』（VHS、バンダイ・ホームビデオ、旧吹き替え版）